# 148780 Altjira
148780 Altjira é um objeto binário clássico do Cinturão de Kuiper (cubewano) que possui uma magnitude absoluta de 5,7 Este objeto foi descoberto no dia 20 de outubro de 2001, e o seu secundário, o S/2007 (148780) 1, em março de 2007, que é tão grande quanto o primário, com 140 km de diâmetro contra 218 km de diâmetro de Altjira. A curva de luz de Altjira é bastante plana (Δmag<0,10), o que é indicativo de um "corpo semi-esférica com uma superfície homogênea". O astrônomo Mike Brown lista este corpo celeste em sua página na internet como um candidato a possível planeta anão.

## Nome
Este corpo celeste recebeu o nome da divindade da criação do povo Arrernte, Altjira, que criou a Terra durante o Tempo do Sonho e, em seguida, retirou-se para o céu.

## Descoberta
148780 Altjira foi descoberto no dia 20 de outubro de 2001 pelo Deep Ecliptic Survey.

## Órbita
A órbita de 148780 Altjira tem uma excentricidade de 0,059 e possui um semieixo maior de 44,281 UA. O seu periélio leva o mesmo a uma distância de 41,667 UA em relação ao Sol e seu afélio a 46,895 UA.

## Características do sistema
A órbita do satélite tem os seguintes parâmetros: semieixo maior, 9904 ± 56 km; período, 139,561 ± 0,047 dias; excentricidade, 0,3445 ± 0,0045; e inclinação, 35,19 ± 0,19° (retrógrada). A massa total do sistema é de cerca de 4 × 1018 kg, e um diâmetro de ≈128–200 km (primário) e ≈100–180 km (secundário).